# Дана Мураданларска
Йорданка (Дана) Илиева Мураданларска е деятелка на Българската комунистическа партия.

## Биография
Родена е като Йорданка Гершанова на 10 април 1916 година година в костурското българско село Въмбел, Гърция. Баща ѝ Илия Гершанов е знаменосец в трета чета на войводата Васил Чекаларов.
След края на Първата световна война бащата на Дана емигрира в Канада. В 1927 година не му е позволено да се върне в селото си и той се установява във Варна, България, където скоро идва и останалата част на семейството му без една дъщеря. В 1931 година Дана става член на Работническия младежки съюз, а в 1936 г. на БРП (к). В 1936 година е арестувана и осъдена на три години. В 1938 година е освободена след обща амнистия.
Жени се за комуниста Стоян Мураданларски. От 1938 до 1940 година е член на Окръжния комитет на БРП (к). В 1941 година е арестувана с мъжа си. След процес Дана получава 15 години затвор за нелегална дейност, а Стоян Мураданларски - доживотен затвор. По-късно присъдата на Стоян е променена на смъртна и той е обесен на 3 март 1944 година като съветски шпионин. Самата тя също е съветска шпионка. Освободена е малко преди Деветосептемврийския преврат и се присъединява към Партизански отряд „Васил Левски“.
След Деветосептемврийския преврат в 1944 година завършва машинно инженерство. Работи в Централния съвет на Българските профсъюзи (1949-1957) и като директор на Завода за металорежещи машини в София.
Оставя спомени „Разкажи на детето...“